# Pseudecheneis
Pseudecheneis är ett släkte av fiskar. Pseudecheneis ingår i familjen Sisoridae.
Kladogram enligt Catalogue of Life:
| Pseudecheneis | \| \| Pseudecheneis brachyurus \| \| \| \| \| \| Pseudecheneis crassicauda \| \| \| \| \| \| Pseudecheneis eddsi \| \| \| \| \| \| Pseudecheneis gracilis \| \| \| \| \| \| Pseudecheneis immaculata \| \| \| \| \| \| Pseudecheneis koladynae \| \| \| \| \| \| Pseudecheneis longipectoralis \| \| \| \| \| \| Pseudecheneis maurus \| \| \| \| \| \| Pseudecheneis paucipunctata \| \| \| \| \| \| Pseudecheneis paviei \| \| \| \| \| \| Pseudecheneis serracula \| \| \| \| \| \| Pseudecheneis sirenica \| \| \| \| \| \| Pseudecheneis stenura \| \| \| \| \| \| Pseudecheneis sulcata \| \| \| \| \| \| Pseudecheneis sulcatoides \| \| \| \| \| \| Pseudecheneis suppaetula \| \| \| \| \| \| Pseudecheneis sympelvica \| \| \| \| \| \| Pseudecheneis tchangi \| \| \| \| \| \| Pseudecheneis ukhrulensis \| \| \| \| |
|               | \| \| Pseudecheneis brachyurus \| \| \| \| \| \| Pseudecheneis crassicauda \| \| \| \| \| \| Pseudecheneis eddsi \| \| \| \| \| \| Pseudecheneis gracilis \| \| \| \| \| \| Pseudecheneis immaculata \| \| \| \| \| \| Pseudecheneis koladynae \| \| \| \| \| \| Pseudecheneis longipectoralis \| \| \| \| \| \| Pseudecheneis maurus \| \| \| \| \| \| Pseudecheneis paucipunctata \| \| \| \| \| \| Pseudecheneis paviei \| \| \| \| \| \| Pseudecheneis serracula \| \| \| \| \| \| Pseudecheneis sirenica \| \| \| \| \| \| Pseudecheneis stenura \| \| \| \| \| \| Pseudecheneis sulcata \| \| \| \| \| \| Pseudecheneis sulcatoides \| \| \| \| \| \| Pseudecheneis suppaetula \| \| \| \| \| \| Pseudecheneis sympelvica \| \| \| \| \| \| Pseudecheneis tchangi \| \| \| \| \| \| Pseudecheneis ukhrulensis \| \| \| \| |
|               | Bagarius |
|               | |
|               | Euchiloglanis |
|               | |
|               | Exostoma |
|               | |
|               | Gagata |
|               | |
|               | Glaridoglanis |
|               | |
|               | Glyptosternon |
|               | |
|               | Glyptothorax |
|               | |
|               | Gogangra |
|               | |
|               | Myersglanis |
|               | |
|               | Nangra |
|               | |
|               | Oreoglanis |
|               | |
|               | Parachiloglanis |
|               | |
|               | Pareuchiloglanis |
|               | |
|               | Pseudexostoma |
|               | |
|               | Sisor |
|               | |
|               | Pseudecheneis brachyurus |
|               | |
|               | Pseudecheneis crassicauda |
|               | |
|               | Pseudecheneis eddsi |
|               | |
|               | Pseudecheneis gracilis |
|               | |
|               | Pseudecheneis immaculata |
|               | |
|               | Pseudecheneis koladynae |
|               | |
|               | Pseudecheneis longipectoralis |
|               | |
|               | Pseudecheneis maurus |
|               | |
|               | Pseudecheneis paucipunctata |
|               | |
|               | Pseudecheneis paviei |
|               | |
|               | Pseudecheneis serracula |
|               | |
|               | Pseudecheneis sirenica |
|               | |
|               | Pseudecheneis stenura |
|               | |
|               | Pseudecheneis sulcata |
|               | |
|               | Pseudecheneis sulcatoides |
|               | |
|               | Pseudecheneis suppaetula |
|               | |
|               | Pseudecheneis sympelvica |
|               | |
|               | Pseudecheneis tchangi |
|               | |
|               | Pseudecheneis ukhrulensis |
|               | |

|  | Pseudecheneis brachyurus      |
|  |                               |
|  | Pseudecheneis crassicauda     |
|  |                               |
|  | Pseudecheneis eddsi           |
|  |                               |
|  | Pseudecheneis gracilis        |
|  |                               |
|  | Pseudecheneis immaculata      |
|  |                               |
|  | Pseudecheneis koladynae       |
|  |                               |
|  | Pseudecheneis longipectoralis |
|  |                               |
|  | Pseudecheneis maurus          |
|  |                               |
|  | Pseudecheneis paucipunctata   |
|  |                               |
|  | Pseudecheneis paviei          |
|  |                               |
|  | Pseudecheneis serracula       |
|  |                               |
|  | Pseudecheneis sirenica        |
|  |                               |
|  | Pseudecheneis stenura         |
|  |                               |
|  | Pseudecheneis sulcata         |
|  |                               |
|  | Pseudecheneis sulcatoides     |
|  |                               |
|  | Pseudecheneis suppaetula      |
|  |                               |
|  | Pseudecheneis sympelvica      |
|  |                               |
|  | Pseudecheneis tchangi         |
|  |                               |
|  | Pseudecheneis ukhrulensis     |
|  |                               |